# Пильчатая лента

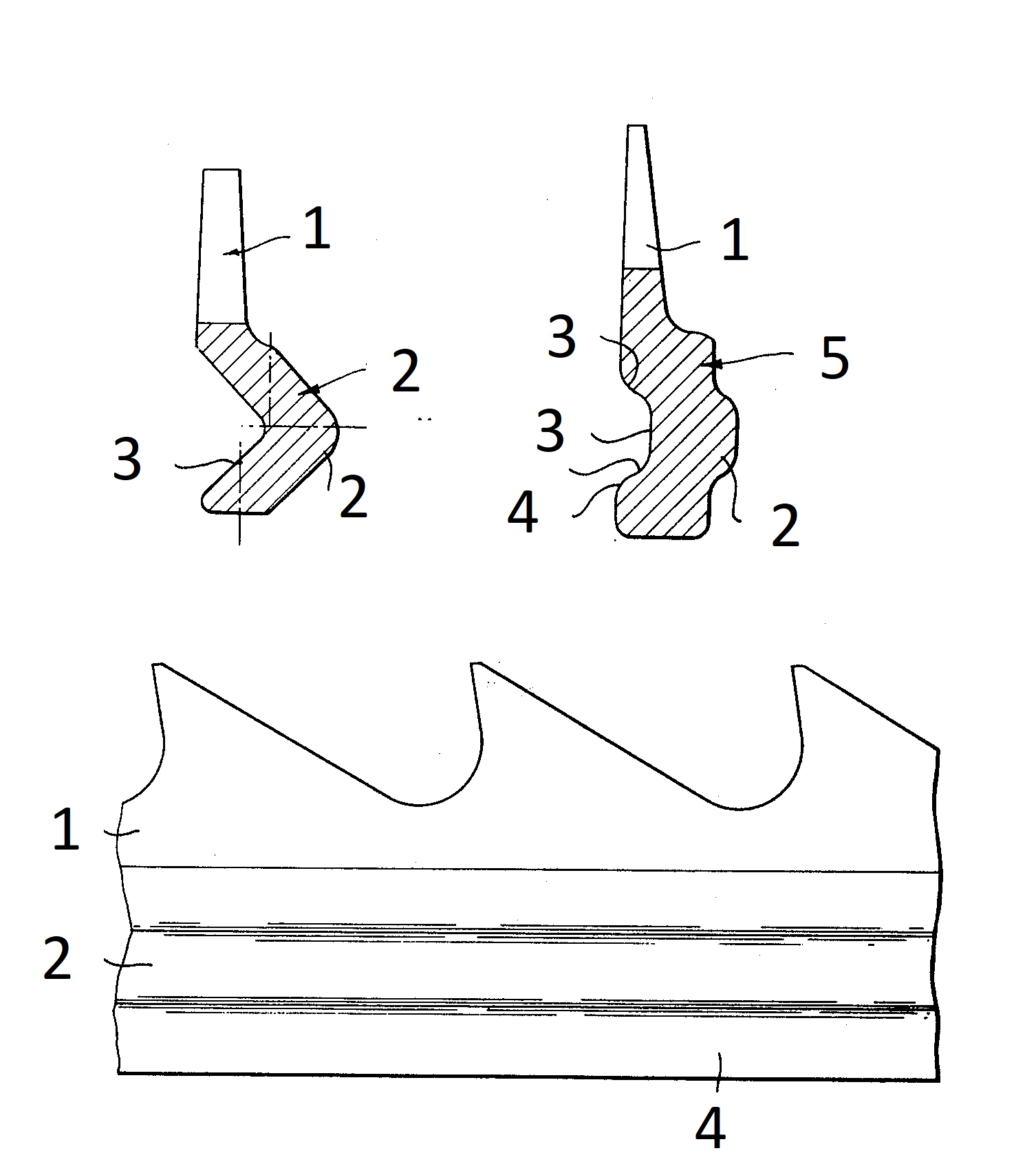
Пильчатая лента. Изображены вид сбоку (внизу) и в разрезе (два типа). 1 — зубья, 2 — выступ для соединения двух витков ленты, 3 — впадина для выступа соседнего витка, 4 — основание, 5 — плечо, регулирующее расстояние между витками.

Пильчатая лента — зубчатая стальная лента для чесания волокнистых материалов. Витки гибкой ленты из мягкой стали плотно наматываются на барабан чесальной машины. Зубья ленты закаливаются для увеличения их долговечности.
Лента внешне выглядит как пилка высотой 3,5-4 мм с высотой зуба 1,2-2,3 мм и шагом также 1,2-2,3 мм, толщиной 0,7-1,2 мм у основания. Угол наклона зубьев варьирует от 65-70° для ленты, предназначенной для съёмного барабана чесальной машины до 75-80° для ленты главного барабана. Характеристики пильчатой ленты регулируются международным стандартом ISO 5324.
Цельнометаллическая обтяжка барабанов была изобретена ещё в XIX веке. Производство пильчатой ленты впервые начал в 1904 году завод Платт в городе Рубэ во Франции.